# Torre de Ferragut
Torre de Ferragut és una torre del municipi d'Estaràs inclosa en l'Inventari del Patrimoni Arquitectònic de Catalunya.
Fortificació situada a l'extrem nord del Pla de Claret, damunt d'una vall lateral a l'esquerra del Sió, davant dels pobles de Gàver i Estaràs. Sota seu hi ha les restes abandonades del poble, que fou habitat fins època moderna.
La construcció més ben conservada de l'antiga fortificació, que devia ésser el centre del poble original, és una petita torre de planta circular que s'ha conservat fins a una alçada de poc més de 2 m. Els murs són de carreus no gaire grans, sense treballar, disposats en filades però en comptes d'estar units amb morter de calç han fet servir fang.

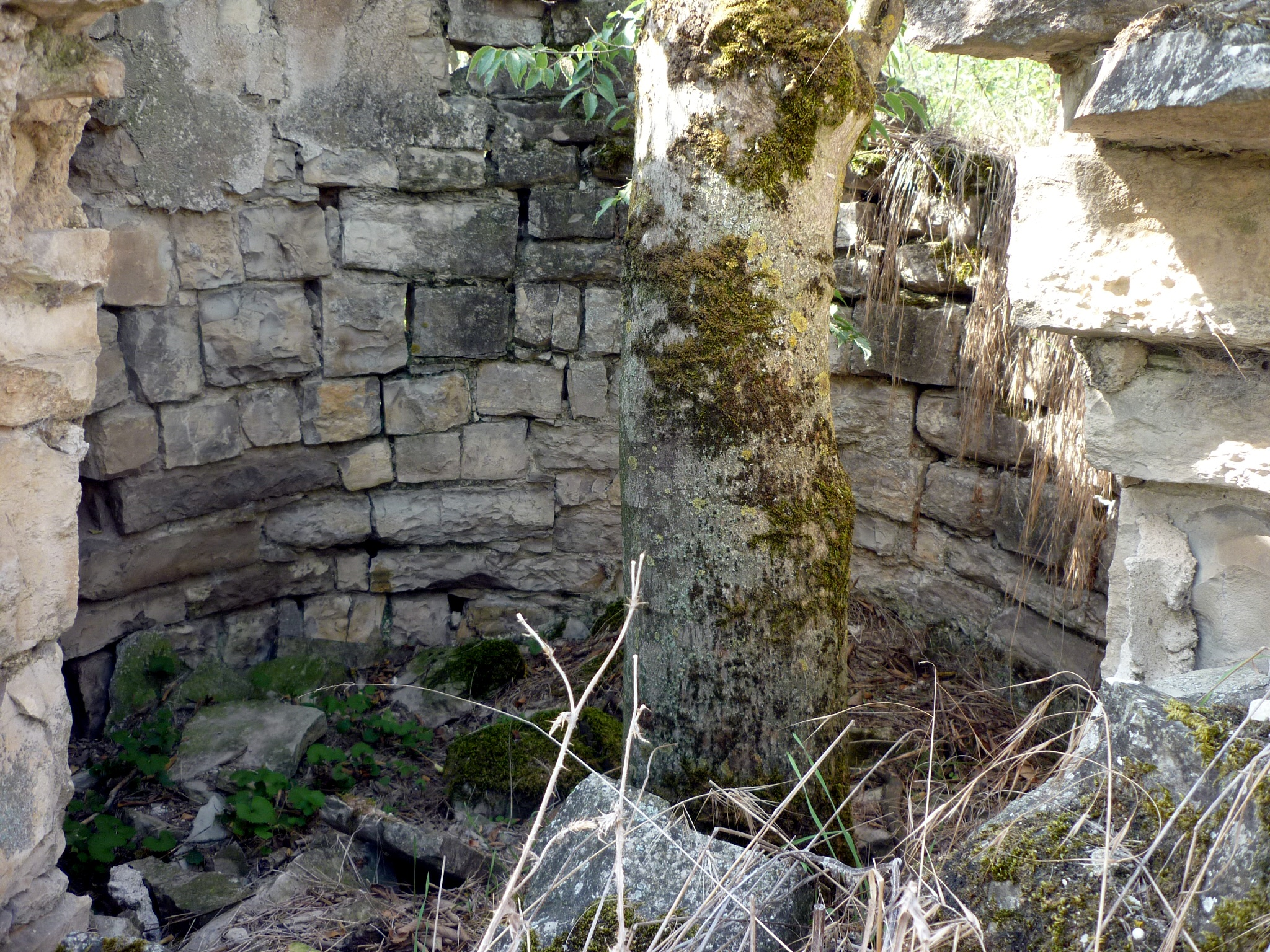
Interior de la torre

El nivell inferior, l'únic conservat, era acabat amb una cúpula, de la qual es veu l'arrencada. A aquest compartiment inferior de l'edifici hom hi pot accedir per una porta oberta al costat est, probablement, feta en època posterior per aprofitar aquesta part inferior de la torre com habitatge.
Sota la torre, a la banda nord i est, hi ha les restes del poble, abandonat modernament. Darrere seu, a ponent, s'estenen els camps. És possible que darrere la torre hi hagués una vall, actualment, però, molt modificat pels camps i pels habitatges.

## Història
Segurament cal datar aquesta construcció al començament del s. XI. Degué ésser una petita torre feta per un membre de la baixa noblesa o per la comunitat que en el moment de la repoblació d'aquesta contrada s'instal·là en aquest indret.